# Escuela taurina

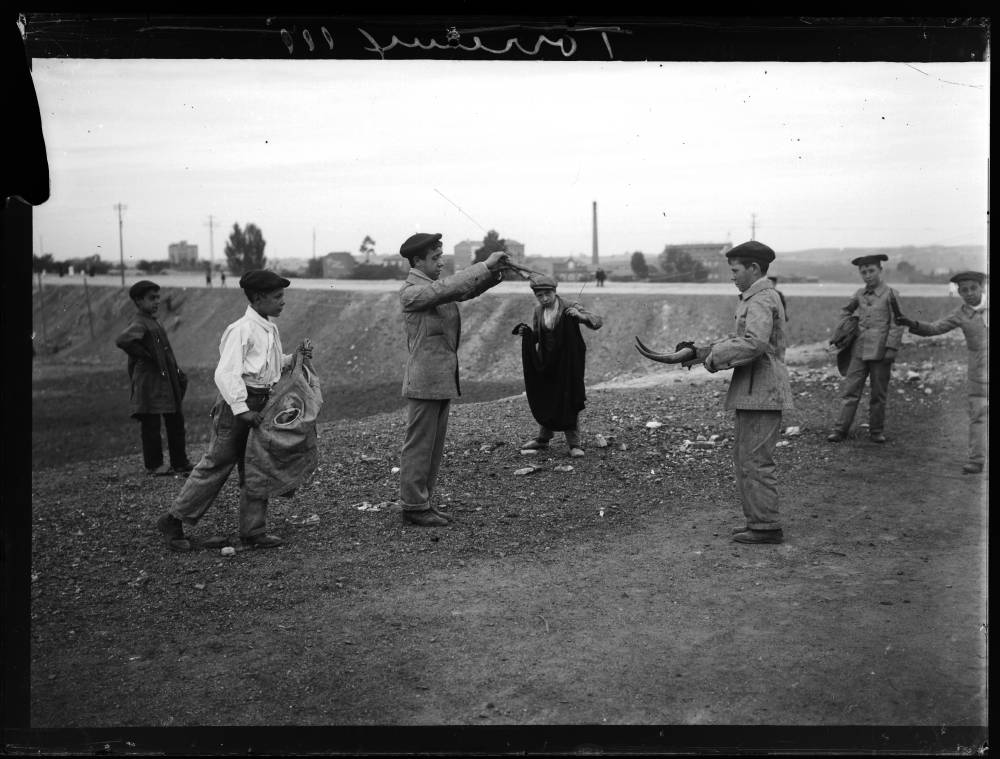

Las escuelas de tauromaquia o escuelas taurinas son escuelas destinadas a la formación de los toreros. La más antigua fue fundada en Sevilla en 1830, a iniciativa del rey Fernando VII de España la cual sigue activa hoy en día. En Francia, las escuelas de tauromaquia se encuentran inspiradas en el funcionamiento de las escuelas españolas, fueron fundadas en 1984 bajo la apelación de « establecimientos de enseñanza tauromaquia».

## Lugares geográficos

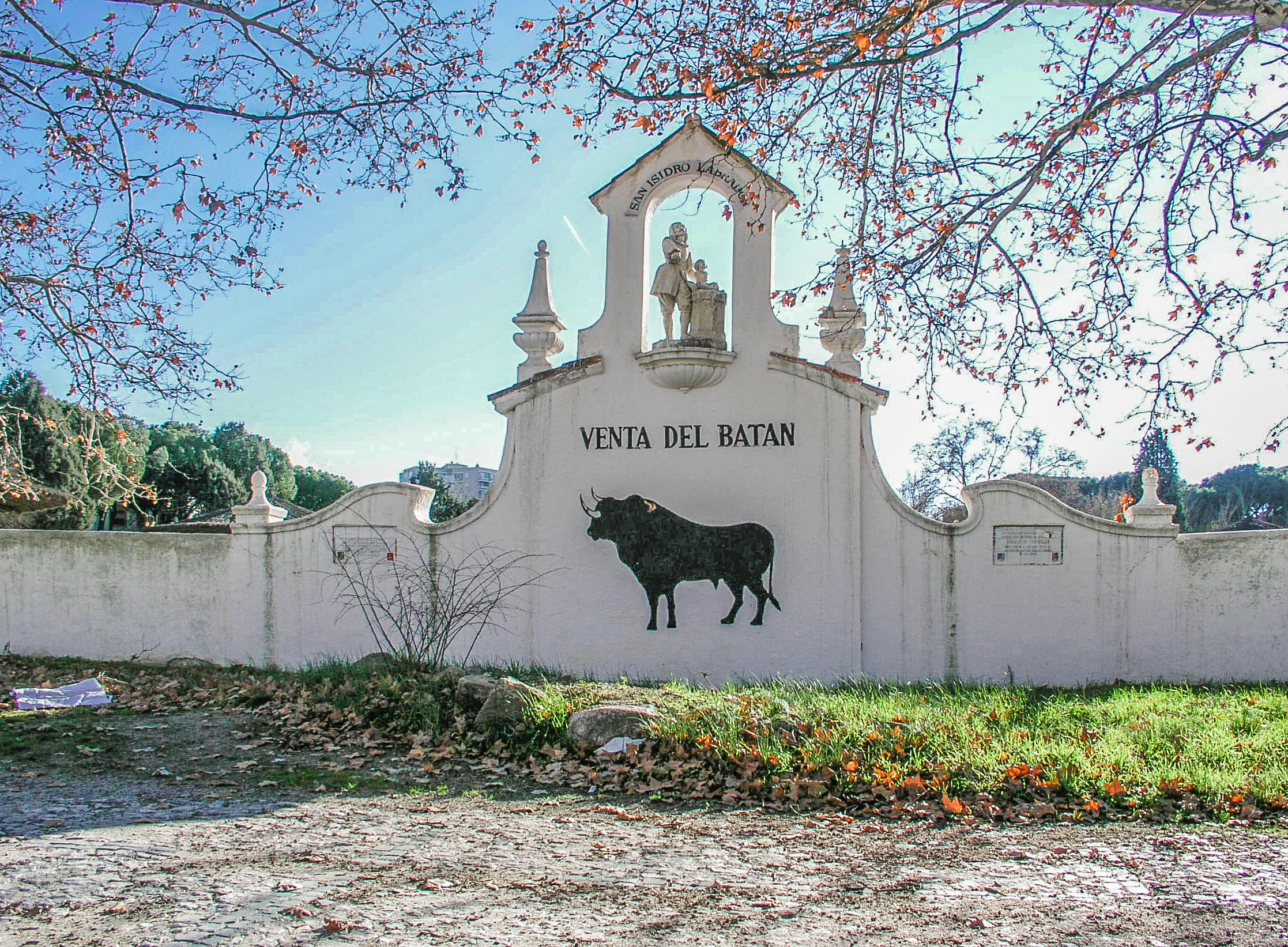
la escuela taurina de Madrid

Hay escuelas taurinas repartidas por todas partes de España : En Cataluña en Hospitalet de Llobregat, en Madrid, Valencia, Albacete, Salamanca, Cáceres. Andalucía contaba con veinte en 2013. Entre las más recientes en España  se encuentra Escuela Taurina de Arganda del Rey « Fundación El Juli », una escuela taurina internacional fundada en 2007 por el torero El Juli para ayudar a los jóvenes talentos.
Portugal posee dos escuelas taurinas en Vila Franca de Xira y otra en Moita.
En Latinoamérica, México tiene una escuela taurina en Aguascalientes, otra en  Santiago de Querétaro. En Colombia, la escuela taurina se encuentra en Cali, en Venezuela en San Cristóbal. En Perú, los principales escuelas taurinas son en la Plaza de Acho en Lima y en Guadalajara. Ecuador posee una en Quito
Hay también escuelas taurinas en Estados Unidos, en los estados límites de México, sobre todo en California donde la más célebre es la « Academia de tauromaquia de California en San Diego.
En Francia, las escuelas taurinas están repartidas en el Sur y el Sudeste : en Nimes, Arlés, Tarascon y Béziers, el Centro tauromaquia de Santo-Rémy-de-Provenza,  y hay una escuela de tauromaquia a caballo en Cardet.
La única escuela taurina de tauromaquia española en Landas es Adur Afición del maestro Richard Milian. Esta escuela se encuentra a Cauna, pequeño pueblo sito tiene 15 kilómetros de Mont-de-Marsan.
En el suroeste de Francia, de la Federación Francesa de la Corrida Landesa forma la corrida landesa, alternativamente en las plaza de toros de Landas y de Gers Hay todavía la escuela taurina del Sur Oeste a Campet, y una en Samadet
En el Sudeste, las escuelas taurinas de corrida camarguesa son repartidas principalmente en Baja-Provenza, en Camarga y en Pequeña Camarga, de las puertas de Aviñón hasta Montpellier, reuniendo en torno al delta de Ródano una parte del Languedoc.

## Historia

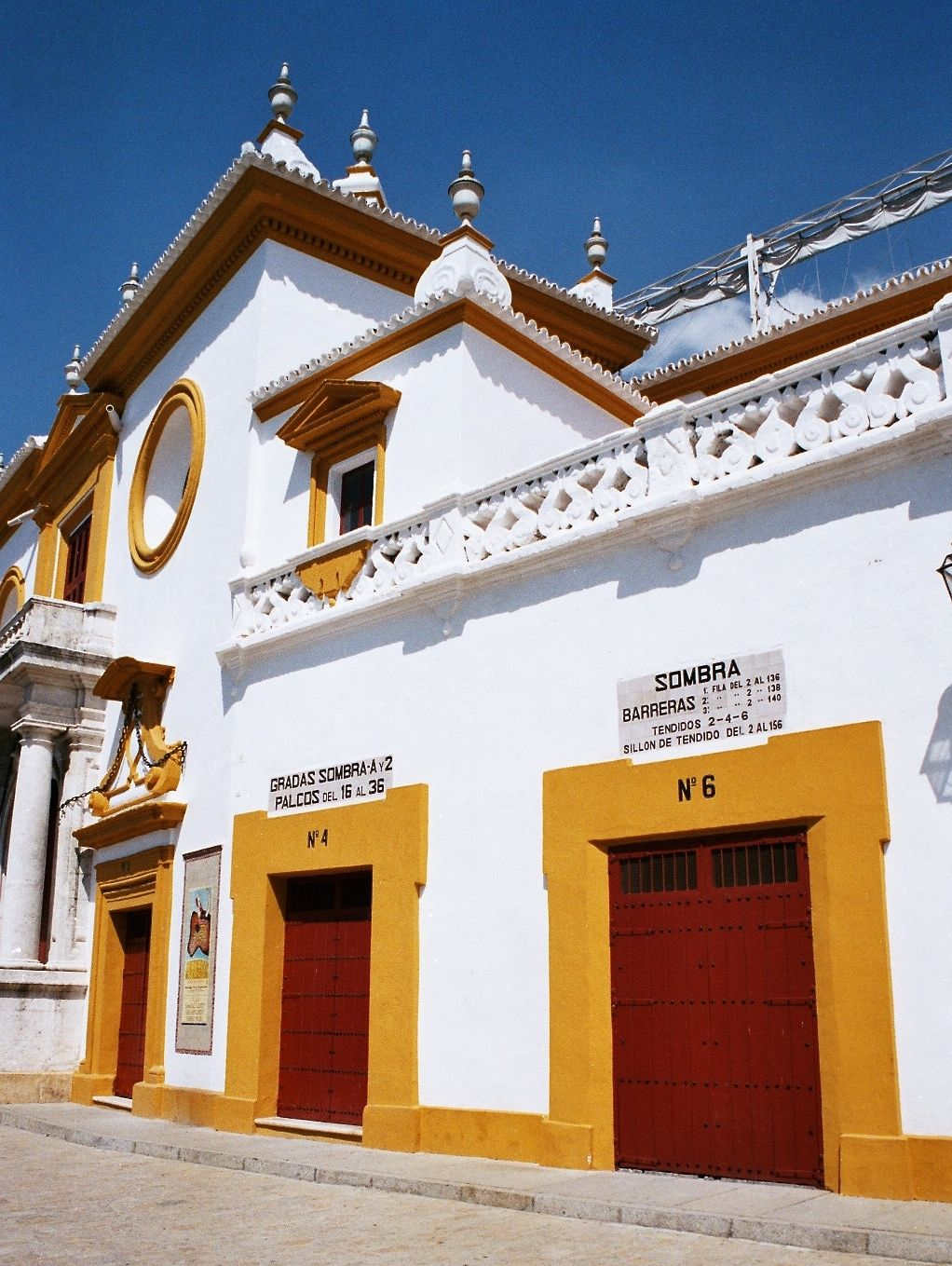
Plaza de toros de la Real Maestranza de Caballería de Sevilla

Preocupado de raviver una tradición popular que había sufrido de la guerra con Francia, el rey Fernando VII de España funda la escuela taurina de Sevilla por decreto. Confía, en 1830, la dirección al matador Jerónimo José Cándido, cuñado de otro matador, Pedro Romero que había entonces y que acaba por obtener la dirección mientras que Jerónimo resultaba su adjunto. La escuela fue cerrada cuatro años más tarde por decreto el 15 de marzo de 1834 . No hubo el tiempo de formar a los torero ya que falla aproximadamente siete años para llegar, pero de las figuras están pasado por esta escuela efímera : « Paquiro » y « Cúchares » entre otros.
Así, durante un largo periodo, los aprendices toreros han comenzado su carrera en las capeas de pueblo donde intentaban de hacerse constar. Los más afortunados hacían luego sus clases como subalternos en las cuadrillas. Otros buscaban una ocasión en que se lanzarse a la arena, y tomando todos los riesgos. Esto era los espontáneos cuyos los más conocidos al XX XX son « El Cordobés » y Simón Casas. Esta última actividad, aunque peligrosa y reprimida por la policía, no arrestaba  los aficionados del ruedo. Este no es que con la abertura de las escuelas de tauromaquia, en 1977 en Madrid, en 1984 en Nimes los espontáneos estaban resultado más escasos, después han desaparecido prácticamente. Según Claude Popelin y Yves Harté, la escuela de Madrid habría sido abierta en 1975.
Es sobre la iniciativa de Enrique Martín Arranz, antiguo novillero, por el que la escuela está fundada en el del parque de la Casa del Campo, en las arenas elegidas por el Sindicato de los toreros. Acogida con escepticismo, la idea se ha implantado poco a poco. La escuela de Albacete ha seguido su ejemplo algunos años más tarde, después Salamanca, Valencia, Cádiz, Murcia, Badajoz, Alicante, Navarra, Huelva, Valladolid, Cáceres.
En Francia, hace falta esperar 1984, fecha de la fundación del Centro francés de tauromaquia de Nimes para que los toreros franceses recibiesen una formación.
La corrida landesa es una práctica tauromaquia antigua (1830), pero no se puede dar con certeza la fecha de establecimiento de las primeras escuelas taurinas landesas.  La Escuela taurine de Pomarez o la de Samadet son las únicos centros de formación a la tauromaquia landesa y que dependen de Federación francesa de la corrida landesa creada en 1953
Las escuelas taurinas de corrida camarguesa son de una tradición mucho más antigua. Sin que la fecha exacta se sepa de manera cierta, su creación no oficial remonta aproximadamente a los años 1920, más oficialmente en 1966  fecha de la creación de la Federación francesa de la carrera camarguaise.
La corrida camarguesa tiene una hoja de inventario del patrimonio cultural inmaterial de Francia.

## Tauromaquia española: funcionamiento en Francia y en España
En España como en Francia, las condiciones de financiación de las escuelas taurinas varían según los casos. Pero los objetivos y la práctica son las mismas, las escuelas francesas que son inspiradas primeramente de las escuelas españolas que han sido los primeras en abrir sus puertas en 1830, posteriormente en Francia en1977.
En Francia, las escuelas taurinas reciben subvenciones diversas de parte de regiones, municipios, empresas privadas, empresarios de plazas o donaciones individuales entre otras. El centro francés de tauromaquia de Nimes acumula toda características de subvenciones. A veces las escuelas no reciben ninguna y dependen únicamente de donativos privados como es el caso de la escuela Richard Milian « Adur afición ». La escuela taurina de Arlés recibe subvenciones de la comunidad de municipio Arlés.
En España, muchas escuelas dependen únicamente de la municipalidad, por ejemplo la Escuela Municipal de Jerez de la Frontera (Cádiz). Esto era también el caso de la escuela de Madrid que había recibido sus instalaciones de la ciudad, en la Venta del Batan. La escuela ha recibido una ayuda privada de la plaza de toros de Las Ventas donde es ubicada a partir de ahora. La escuela de Salamanca es subvencionada también por la diputación, como en Albacete.
En ambos países, los cursos tienen lugar en una plaza de toros, sea en una finca o sea en una ganadería.
Hay escuelas taurinas en regiones donde no se dan corridas de toros. Su financiación suele ser privada. Por ejemplo en Estados Unidos la Academia de Tauromaquia de California de San Diego da cursos a sus alumnos aficionados que traen también en prácticas a España. Esta escuela se anuncia como la "La primera escuela de instrucción para el Toreo en los Estados Unidos"   La Santa María Escuela de tauromaquia, de La Gloria, Texas, ha sido creado por David Renk "El Texano", niño discapacitado resultado torero gracias a los ánimos de su padre.
El Texano había obtenido su confirmación de alternativa en 1983 en las arenas de México. En Estados Unidos todavía en California la  Academia de tauromaquia de California ofrece cursos para los que quieren aprender de toros  y que van a presentarse a Monterey como esto fue el caso de Honey Anne Haskins, torera bajo el nombre de Ana de Los Ángeles en México, después en España.
Ciertas escuelas taurinas se han mantenido a pesar de que en el lugar no se celebren corridas de toros. La Escuela taurina de Cataluña, ubicada a Hospitalet de Llobregat, no recibe ninguna ayuda excepto  las ayudas privadas. En particular del centro francés de Tauromaquia de Nimes con el cual se ha fusionado en 2015 y que aporta su apoyo y del torero José Tomás que se ha comprometido también en el apoyo de esta escuela.

### Métodos y objetivos
Los toreros están implicados en las escuelas de tauromaquia española : crean, y/o los dirigen. Algunos dan cursos, más a menudo forman parte del equipo. El profesor que dirige la escuela es el director de lidia. La definición de la escuela taurina durante su creación en Francia. es  « establecimiento de enseñanza de la tauromaquia», en España : « escuela de tauromaquia », la palabra escuela que designa igualmente la manera de interpretar las suertes y la concepción de la lidia.
En Francia, Richard Milian, Mehdi Savalli son a la vez  profesores, creadores de escuela, y enseñantes. Pero todas las escuelas no tienen  un matador como director. Es el caso de las escuelas de tauromaquia de Nimes aunque los toreros intervienen en el organigrama, mientras que el director de Arlés Tino Lopes celebraba recientemente sus 25 años de alternativa que es el diploma más elevado en la escalera de la tauromaquia.
En España, muchas escuelas de tauromaquia tienen como director un torero. La escuela de Albacete está dirigida por el matador Sebastián Cortés La escuela de Salamanca es  dirigida también por un matador : José Ignacio Sánchez Santiago de Chile, antiguo alumno de esta misma escuela, que enseña con  José Ramón Martín, torero, y el  torero José Javier Martín Corral. Las escuelas presentan a menudo la lista de sus alumnos que han tomado la alternativa , lo que en el mundo de la tauromaquia, constituye el diploma el más elevado. Albacete se enorgullece de haber formado sobre todo los maestros  Rafael de la Viña y Antón Cortés hilos de Sebastián Cortés.
El objetivo en ambos países es de promocionar una enseñanza especializada de formación taurina que consiste en torear toreos. En Francia, otros profesionales taurinos enseñan ellos mismo una formación taurina, sea como ganadero, peón picador, banderillero, aficionado práctico o cualquier otro interviniente que ha practicado la tauromaquia. La enseñanza consiste en unos cursos teóricos y práctico con jornadas pedológica abiertas al público.
El oficio de torero es duro y peligroso, los enseñantes que salen del mundillo taurino son capaces de evaluar las posibilidades de un individuo. Estas escuelas han proporcionado a célebres torero durante los últimos años, en España como en Francia según Robert Bernard las escuelas taurinas contribuyen en un rol social que permite a ciertos jóvenes internase en una disciplina en la cual adhiere afición, sin prejuicio al talento o a los límites
El mundillo taurino son capaces de evaluar las posibilidades de un individuo. Estas escuelas han proporcionado a célebres toreros durante los treinta últimos años, entre demás : Joselito (escuela de Madrid), José Tomás (Madrid), Finito de Córdoba, estrella formada escuela de tauromaquia de El Puerto de Santa María vuelve a veces para dar los cursos que es una asociación. Sebastián Castella que ha hecho ser primeros con Richard Milian ha abierto en Haití una escuela de tauromaquia. Tarda de media 6 o 7 años para formar un torero, lo que no significa  que resultará una estrella : algunos quedan banderilleros o Peón.

## Tauromaquia francesa: corrida landesa y corrida camarguesa
Hay escuelas taurinas en otras formas de corridas de toros en Francia : la corrida Landesa y la corrida camarguesa.
La escuela taurina de Pomarez forma de las sauteurs y écarteurs que son los toreros de la vaca landesa o coursière . Los profesores son ellos mismos sauteurs y écarteurs centro escuela  es  una escuela taurina de la Federación Francesa de la Corrida Landesa. Es el único centro de formación federal a la corrida landesa. Las sesiones se desarrollan en diferentes plazas de toros de los departamentos franceses de Gers y de Landas. Están al número de 164 en una región que comporta la concentración más fuerte  de plazas de toros en Francia. Como para todas las escuelas taurinas de la corrida landesa, la enseñanza comporta una parte práctica y una parte teórica. Desde  2009, el proyecto gascón oferta a las jóvenes la posibilidad de familiarizarse con esta corrida muy temprano, la corrida landesa es también considerada un deporte. Los écarteurs y los sauteurs se enfrenta durante el Campeonato de Francia de los Écarteurs y Sauteurs
La tauromaquia camarguesa o persigue camarguesa ha también sus escuelas que forman de los raseteurs, o de los torneos, deportistas de elevado nivel que se afrontan en competiciones Cocarde de oro, Biòu de oro,  Trident de oro. La carrera camarguesa ha siempre su ficha tipo al inventario del patrimonio cultural inmaterial de Francia. Los principales escuelas taurinas de carrera camarguaise son aquellas de Baillargues,  de Châteaurenard,  la escuela taurina santo rémoise a Santo-Rémy-de-Provenza. Como la disciplina landesa, la disciplina camarguesa un deporte. Está afiliada a la Federación Francesa de la carrera camarguesa que, después de haber conocido dificultades financieras, acaba de operar una modificación del reglamento con su nuevo presidente el anciano raseteur Hadrien Poujol. La carrera camarguesa está practicada principalmente en Baja Provenza, en Camarga y Pequeña Camarga. Según su ficha de inventario, 16 escuelas de aprendizaje de la corrida camarguesa o escuela de raseteurs son recensées.

## Creaciones y supresiones
El número de escuelas de tauromaquia, en Francia como en España varía según los años. 
En Francia, algunas han cerrado : Hagetmau, Tarascon, otros están mantenidas a pesar de los ataques. Otros todavía siguen: a Montpellier donde ya no hay plaza de toros, el matador Mehdi Savalli ha creado una escuela taurina donde enseña la tauromaquia. Fue alumno de la escuela taurina de Arlés.
En España donde el número de escuelas reconocidas por Andalucía, estaba de 20 anunciadas en 2013, es de 26 en 2015. En 2018, la cifra global de las escuelas de tauromaquia era de 63. 
Para las escuelas francesas de tauromaquia camarguesa y landesa, las cifras quedan idénticas a aquellas ya citadas.